# Governo Olmert
Il Governo Olmert è stato il 31º governo di Israele.